# Scheidplatz (metropolitana di Monaco di Baviera)
Scheidplatz è una stazione della metropolitana che serve le linee U2 e U3 a Monaco di Baviera.
La stazione è stata aperta l'8 maggio 1972 per i Giochi della XX Olimpiade (servendo solo la linea U3), e il 18 ottobre 1980 è divenuta anche fermata della linea U2.
Serve il quartiere di Schwabing-West.
Nel 2020 la stazione di Scheidplatz, insieme ad altre 4 stazioni del primo tronco della metropolitana monacense, venne posta sotto tutela monumentale (Denkmalschutz) per la sua importanza storica.